# Ga Sông Mao
Ga Sông Mao là một nhà ga xe lửa tại xã Hải Ninh, huyện Bắc Bình, tỉnh Bình Thuận, tiếp nối sau ga Phong Phú và ga Châu Hanh. 
Ga Sông Mao cách ga Tháp Chàm 77 km về phía bắc và cách ga Bình Thuận 67 km về phía nam. Lý trình ga: Km 1484 + 490.